# Моћ (ТВ серија)
Moћ је америчка крими драмска телевизијска серија коју је креирала и продуцирала Кортни А. Кемп у сарадњи са Кертис Џексоном. Емитовала се на мрежи Старз од 7. јуна 2014. до 9. фебруара 2020. године. 
По изласку, Моћ је добила позитивне критике због свог темпа, атмосфере и глуме. То је једна од Старзових најцењенијих емисија и једна од најгледанијих емисија кабловске телевизије.  Пре премијере пете сезоне Старз је обновио серију за шесту и последњу сезону, која је премијерно приказана 25. августа 2019. године. 

## Опис
Моћ је прича о Џејмс Ст. Патрику (Омари Хардвик), немилосрдном, интелигентном дилеру дроге под уличним именом "Дух", који жели да напусти свет криминала и да настави легитимне пословне интересе као власник ноћног клуба. Ст. Патрик има за циљ да уравнотежи ова два живота, избегавајући полицију усред распада брака и промене економског савеза.
У серији се налази и Џејмсова породица, коју делом чине супруга Таша (Натури Ноутен) и син Тарик (Мајкл Рејни мл.). Моћ такође прати Џејмсовог криминалног партнера и најбољег животног пријатеља Томи Игана (Џозеф Сикора), љубавницу и криминалистичку тужитељку Анђелу Валдез (Лила Лорен), пријатеља који је постао ривал Кенан Старк (Кертис Џексон), заштитника и ривала Андреа Колмана (Ротими Акиношо), и Анђелин колега Купер Сакс (Шејн Џонсон). У каснијим сезона појављује се и адвокат Џо Проктор (Џери Ферара), окружни тужитељ Џон Мак (Санг Канг) и политичар Рашад Тејт (Лоренз Тејт). 

## Епизоде
| Сезона | Сезона | Епизоде | Епизоде | Оригинално емитовање | Оригинално емитовање |
| Сезона | Сезона | Епизоде | Епизоде | Премијера            | Финале               |
| ------ | ------ | ------- | ------- | -------------------- | -------------------- |
|        | 1.     | 8       | 8       | 7. јун 2014.         | 2. август 2014.      |
|        | 2.     | 10      | 10      | 6. јун 2015.         | 15. август 2015.     |
|        | 3.     | 10      | 10      | 17. јул 2016.        | 25. септембар 2016.  |
|        | 4.     | 10      | 10      | 25. јун 2017.        | 3. септембар 2017.   |
|        | 5.     | 10      | 10      | 1. јул 2018.         | 9. септембар 2018.   |
|        | 6.     | 15      | 15      | 25. август 2019.     | 9. фебруар 2020.     |

## Глумци и улоге
| Глумац                  | Улога                       | Сезона          | Сезона          | Сезона          | Сезона          | Сезона          | Сезона          |
| Глумац                  | Улога                       | 1               | 2               | 3               | 4               | 5               | 6               |
| ----------------------- | --------------------------- | --------------- | --------------- | --------------- | --------------- | --------------- | --------------- |
| Омари Хардвик           | Џејмс "Дух" Ст. Патрик      | Главна          | Главна          | Главна          | Главна          | Главна          | Главна          |
| Џозеф Сикора            | Томас "Томи" Иган           | Главна          | Главна          | Главна          | Главна          | Главна          | Главна          |
| Лила Лорен              | Анђела Валдез               | Главна          | Главна          | Главна          | Главна          | Главна          | Главна          |
| Натури Ноутен           | Таша Ст. Патрик             | Главна          | Главна          | Главна          | Главна          | Главна          | Главна          |
| Енди Бин                | Грегор "Грег" Нокс          | Главна          | Главна          | Главна          | Не појављује се | Не појављује се | Не појављује се |
| Адам Хас                | Џошуа "Џош" Кентос          | Главна          | Главна          | Повратна        | Не појављује се | Не појављује се | Не појављује се |
| Кетрин Нардучи          | Френки Леваро               | Главна          | Гост            | Не појављује се | Не појављује се | Не појављује се | Не појављује се |
| Луис Антонио Рамос      | Карлос Руиз                 | Главна          | Главна          | Главна          | Не појављује се | Не појављује се | Не појављује се |
| Грег Серано             | Хуан Хулио Медина           | Главна          | Не појављује се | Повратна        | Не појављује се | Повратна        | Не појављује се |
| Синква Волс             | Шон Старк                   | Главна          | Главна          | Не појављује се | Не појављује се | Не појављује се | Не појављује се |
| Луси Валтерс            | Холи Вивер                  | Главна          | Главна          | Главна          | Не појављује се | Не појављује се | Не појављује се |
| Шејн Џонсон             | Купер Сакс                  | Повратна        | Главна          | Главна          | Главна          | Главна          | Главна          |
| Ј. Р. Рамирез           | Хулио Романо                | Повратна        | Главна          | Главна          | Главна          | Не појављује се | Не појављује се |
| Мајкл Рејни мл.         | Тарик Ст. Патрик            | Повратна        | Повратна        | Главна          | Главна          | Главна          | Главна          |
| Кертис "50 cent" Џексон | Кенан Старк                 | Повратна        | Повратна        | Главна          | Главна          | Главна          | Гост            |
| Алани "Ла Ла" Антони    | Лакиша Грант                | Повратна        | Повратна        | Повратна        | Главна          | Главна          | Главна          |
| Ротими Акиношо          | Андре "Дре" Колман          | Не појављује се | Главна          | Главна          | Главна          | Главна          | Главна          |
| Дејвид Фјумеро          | Мигел "Мајк" Сандовал       | Не појављује се | Главна          | Главна          | Главна          | Не појављује се | Не појављује се |
| Џери Ферара             | Џозеф "Џо" Проктор          | Не појављује се | Повратна        | Главна          | Главна          | Главна          | Главна          |
| Калан Малвеј            | Дин/Милан                   | Не појављује се | Не појављује се | Главна          | Не појављује се | Не појављује се | Не појављује се |
| Мет Седенио             | Дијего "Кристобал" Мартинез | Не појављује се | Повратна        | Повратна        | Главна          | Главна          | Не појављује се |
| Санг Канг               | Џон Мак                     | Не појављује се | Не појављује се | Не појављује се | Главна          | Главна          | Гост            |
| Вилијам Садлер          | Антони "Тони" Терези        | Не појављује се | Не појављује се | Не појављује се | Главна          | Главна          | Не појављује се |
| Брендон Виктор Диксон   | Делетеријус "Тери" Силвер   | Не појављује се | Не појављује се | Не појављује се | Повратна        | Главна          | Не појављује се |
| Лоренс Тејт             | Рашад Тејт                  | Не појављује се | Не појављује се | Не појављује се | Повратна        | Главна          | Главна          |
| Мајк Допуд              | Џејсон Мицић                | Не појављује се | Не појављује се | Не појављује се | Повратна        | Повратна        | Главна          |
| Синтија Адаи-Робинсон   | Рамона Гарити               | Не појављује се | Не појављује се | Не појављује се | Не појављује се | Не појављује се | Главна          |
| Моника Габријела Карнен | Бланка Родригез             | Не појављује се | Не појављује се | Не појављује се | Не појављује се | Повратна        | Главна          |
| Мајкл Ј. Фергусон       | Франсис "Ту-бит" Џонсон     | Не појављује се | Повратна        | Повратна        | Повратна        | Повратна        | Главна          |
| Иван Хендлер            | Џејкоб Варнер               | Не појављује се | Не појављује се | Не појављује се | Не појављује се | Не појављује се | Главна          |

### Главне улоге
- Омари Хардвик као Џејмс "Дух" Ст. Патрик, дистрибутер дрога високог нивоа и власник ноћног клуба. Ожењен је Ташом и у вези са Анђелом Валдез.

- Џозеф Сикора као Томас "Томи" Иган, Духов партнер, најбољи животни пријатељ и кум његовој деци. Иган је виђен као почасни члан своје породице.
- Натури Ноутен као Таша Ст. Патрик, Духова бивша супруга и злочиначки саучесник. Има романтичну везу са Кенановим сином Шоном и адвокатом Теријем Силвером. Такође је Кјуево ново љубавно интересовање.
- Лила Лорен у улози Анђеле Валдез, помоћнице правосуђа Сједињених Држава која је имала задатак да ухвати Духа. Ишла је у исту средњу школу као Сент Патрик и Иган. Она је љубав и љубавница Сент Патрика.
- Кертис Џексон као Кенан Старк, сарадник дилера и Духов и Томијев бивши ментор који је постао супарник. Пре догађаја из серије, Дух и Таша су га сместили у затвор на десет година.
- Мајкл Рејни мл. као Тарик Џејмс Ст. Патрик, Ташин и Џејмсов син. Почасни студент, имао је напету везу са Џејмсом/Духом због ванбрачне везе са Анђелом и лагао је да је умешан у игри са дрогом и да је под менторством Кенана. Тарик има сестру близнакињу Рејну Ст. Патрик, коју убија корумпирани полицајац Рејмонд "Реј Реј" Џоунс, када је Тарик био умешан у пљачке кућа у инвазији са Кенаном и Реј Рејем.
- Ла Ла Антони као Лакиша Грант, Ташин пријатељ и злочиначки саучесник. Она је фризерка и власница предузећа. Она постаје Томијева љубав у каснијим сезонама.
- Ротими Акиношо као Андре "Дре" Колман, ниског профила и амбициозни трговац дрогом. Ради и са Духом и са Кенаном и на крају постаје главни играч под утицајем Алисе Хименез.
- Шејн Џонсон као Купер Сакс, адвокат и Анђелин колега, такође му је додељен Духов случај.
- Џери Ферара као Џозеф "Џо" Проктор, криминалистички адвокат који често заступа Духа и Томија.
- Санг Канг као Џон Мак, помоћник америчког адвоката који води случај о убиству еф-би-ај агента Грег Нокса.
- Лоренз Тејт као Рашад Тејт, одборник из Њујорка. Тејт користи Џејмса за ПР у својој компанији, јер се на Ст. Патрика гледа као на инспирацију потенцијалним урбаним гласачима. Тејт је бивши полицајац и често учествује у корупцији.
- Ј. Р. Рамирез као Хулио Морено, Духова и Томијева десна рука и бивши члан банде Торос Локос.
- Вилијам Садлер као Антони "Тони" Терези, затворен италијанско-амерички гангстер са коренима у злочиначкој породици Москони.
- Луси Валтерс као Холи, Томијева љубав.
- Енди Бин као Грегор "Грег" Нокс, еф-би-ај агент, додељен му је случај Духа и Лобоса и био је у љубавној вези са Анђелом.
- Дејвид Фјумеро као Мигел "Мајк" Сандовал, корумпирани еф-би-ај помоћник, амерички адвокат.
- Синтија Адаи-Робинсон као Рамона Гарити, политички стратегист.
- Мајкл Ј. Фергусон као Франсис "Ту-бит" Џонсон. Бивши саучесник Дреа и Кенана који сада ради са Томијем.
- Мајк Допуд као Џејсон Мицић, Томијева српска веза.
- Иван Хендлер као Џејкоб Варнер.

### Споредне улоге
- Елизабет Родригез као Паз Валдез, Анђелина сестра која не воли Џејмса.
- Доншеј Хопкинс као Рејна Ст. Патрик, најстарија ћерка Џејмса и Таше и Тарикова сестра близнакиња.
- Енрике Марчиано као Фелипе Лобос, међународни добављач дроге који сарађује са Духом и Томијем.
- Квинси Тајлер Бернстин као Тамика Робинсон, вођа Министарства правде Сједињених Држава.
- Виктор Гарбер као Сајмон Стерн, супарнички власник ноћног клуба.
- Ана Ригера као Алиса Хименез, Дијегова сестра и један од вођа картела Хименез.
- Патриша Килембер као Кејт Иган, Томијева мајка.
- Бил Сејџ као Сами, ирски гангстер који ради са Томијем.
- Аника Нони Роуз као Лаверн "Џубокс" Ганер, прљави полицајац и Кенанова рођака.
- Морис Компт као Дијего Хименез, супарнички добављач и један од вођа картела Хименез.
- Ејвери Мејсон као црни "Би-џи" Гримејк, Томијева десна рука и слуга.
- Амаја Кар као Јасмин Ст. Патрик, Џејмсова и Ташина ћерка и сеста Тарику.
- Деби Морган као Естел, Ташина мајка.
- Деним Роберсон као Кеш Грант, Лакишин син.
- Тај Џоунс као Џери Донаван, еф-би-ај који ради на случајевима Лобоса и Хименез.
- Матеа Конфорти као Елиса Мери Проктор, Џоева ћерка.
- Александар Поповић као Петар, члан српске организације која је сарађивала са Томијем.
- Андреа Рејчел Паркер као Дестини, Тарикова бивша девојка.
- Тајрон Маршал Браун као Квентин "К" Велејс, Ташин нови љубавник.
- Џозеф Перино као Винсет Рагни, члан банде са којима су се сукобили Томи и Тони.
- Френки Џи као Пончо, нови представник породице Солдадос, после Руиса.
- Алекс Лапри као Ефи, Тарикова нова љубав.
- Омар Скрогинс као "Спенки" Ричард, Дреов и Тубитов друг из детињства, који касније ради за Дреа и Томија.
- Глин Турман као Габријел, Духов ујак.
- Чарли Марфи као маршал Клајд Вилијамс, насилни чувар у блоку Духове ћелије.
- Џим Нортон као отац Калахан, свештеник који продаје дрогу за Томија.
- Ли Терџесен као Бејли Маркам, агент националне безбедности и Грег Ноков пријатељ.
- Соња Валгер као Меделин Стерн, Сајмонова жена.
- Ц. С. Ли као Џи Шин, корејски шеф злочина.
- Џонатан Парк као Дилан, Џи Шинов син.
- Ричард Рикер као Стив Темпио, агент ДЕА са којим Анђела сарађује.
- Ијан Паола као Уриел, вођа Торос Локоса.
- Дарел Брит-Гибсон као Рола, Духов близак пријатељ и вођа РСК-а.
- Данијел Торф као Линзи Проктор, Џоева бивша жена наркоманка.
- Мерцедес Руел као Кони Терези, Тонијева жена.
- Доминик Ламбардози као Бени Сивело, члан породице злочина Сивело и рођак Џоа Проктора.
- Мајкл Гастон као судија Тапер, судија у случају Духа.
- Шина Сакај као Су, Хилиова девојка.
- Марија Ривера као Марија Суарез, сведок кога је Дух поштедео.
- Виники Зорин-Мачадо као Номар Аркиело, члан Солдада који је постао Анђелин доушник.
- Лесли Лопез као "Розе патике", плаћени убица који је послат да убије Духа.
- Седрик ди Ентитејнер као Круп, плаћени убица који је повезан са Тејтом.

### Специјални гости
- Кендрик Ламар као Лејсес, доминикански наркоман који ради са Кенаном.
- Џеси Вилијамс као Кадим, Лакишин бивши и отац њиховог сина Кеша.

## Емитовање
У Аустралији су све епизоде доступне за емитовање након америчког емитовања на Стејну.  Емисија је доступна сваке недеље након емисије у САД на Netflix-u у Великој Британији и Ирској. У Скандинавији и Финској доступне су све епизоде које се преносе на HBO Nordic.

## Награде и номинације
| Година | Награда                                | Категорија                         | Номинација      | Резултат   |
| ------ | -------------------------------------- | ---------------------------------- | --------------- | ---------- |
| 2015   | Women's Image Network Awards           | Драмска улога                      | Натури Ноутен   | Номинација |
| 2015   | Women's Image Network Awards           | Сценарио који је написала жена     | Кортни А. Кемп  | Номинација |
| 2016   | 47th NAACP Image Awards                | Драмска серија                     | Моћ             | Номинација |
| 2016   | 47th NAACP Image Awards                | Најбољи глумац у драмској серији   | Омари Хардвик   | Номинација |
| 2016   | 47th NAACP Image Awards                | Споредна глумица у драмској серији | Натури Ноутен   | Номинација |
| 2016   | NAMIC Vision Awards                    | Најбољи драмски перформанс         | Натури Ноутен   | Номинација |
| 2016   | NAMIC Vision Awards                    | Најбољи драмски перформанс         | Омари Хардвик   | Освојено   |
| 2016   | Women's Image Network Awards           | Драмска улога                      | Натури Ноутен   | Номинација |
| 2017   | 48th NAACP Image Awards                | Драмска серија                     | Моћ             | Номинација |
| 2017   | 48th NAACP Image Awards                | Најбољи глумац у драмској серији   | Омари Хардвик   | Номинација |
| 2017   | 48th NAACP Image Awards                | Споредна глумица у драмској серији | Натури Ноутен   | Освојено   |
| 2017   | Black Reel Awards for Television       | Драмска серија                     | Моћ             | Номинација |
| 2017   | People's Choice Awards                 | Омиљена драмска серија             | Моћ             | Номинација |
| 2018   | 49th NAACP Image Awards                | Драмска серија                     | Моћ             | Освојено   |
| 2018   | 49th NAACP Image Awards                | Најбољи глумац у драмској серији   | Омари Хардвик   | Освојено   |
| 2018   | 49th NAACP Image Awards                | Споредна глумица у драмској серији | Натури Ноутен   | Освојено   |
| 2018   | 49th NAACP Image Awards                | Најбоља улога младих               | Мајкл Рејни мл. | Номинација |
| 2018   | Black Reel Awards for Television       | Најбољи глумац у драмској серији   | Омари Хардвик   | Номинација |
| 2018   | NAMIC Vision Awards                    | Најбољи драмски перформанс         | 50 Cent         | Номинација |
| 2018   | NAMIC Vision Awards                    | Најбољи драмски перформанс         | Мајкл Рејни мл. | Номинација |
| 2018   | NAMIC Vision Awards                    | Драма                              | Моћ             | Номинација |
| 2018   | Hollywood Music In Media Awards (HMMA) | Најбоља музика за серију           | Џенифер Рос     | Освојено   |
| 2019   | 50th NAACP Image Awards                | Драмска серија                     | Моћ             | Освојено   |
| 2019   | 34th Annual Imagen Awards              | Најбоља глумица                    | Лила Лорен      | Номинација |

## Критике

### Сезона 1
Прва сезона Моћи добила је мешовите критике. Метакритик агрегат за преглед даје сезони 57 од 100 поена на основу 15 рецензија, што указује на мешовиту реакцију на серију. Преглед агрегатора Ротен Томејтоуза даје сезони 41%, на основу 17 рецензија, са просечном оценом 5,72 од 10. Консензус странице каже: „Моћ пати од претераног планирања и употребе превише познатих елемената приче са бројевима“. 
Тим Гудмен из холивудског Репортера приметио је у свом прегледу: „Моћ наизглед жели бити емисија која говори о великој, компликованој, смисленој причи о добру, пропасти и проблемима моћи и о томе како се један човек носи са њима.“ Новинари Дневних новости пишу: „Моћ погађа по свим цилиндрима, враћајући се за своју другу сезону. Убаците неколико сјајних жена у Духов живот - његову жену Ташу (Натури Ноутен) и његов недавно отворен доживотни пламен Анћелу Валдез (Лила Лорен) - и имате драму коју је тешко не наставити гледати." Критичар Брајан Лори из часописа Разноликост у својој рецензији наводи: „Три прегледане епизоде серије, које је креирала бивша супруга Кортни А. Кемп, крећу се довољно брзо." И док учешће 50 Цент-а пружа неки промотивни залет (он је ушао у каснијим епизодама), привлачност таквих имена обично је ограничена. Углавном, ово је незахтевни бег из стварности са свим потребним реквизитима телевизије, у складу са оним што Cinemax нуди у епизодној форми. Иако би то могла бити формула да Дух буде видљив још неко време, креативно речено, Моћ оставља додир са мало сока.

### Сезона 2
Преглед агрегатора Ротен Томејтоуза даје сезони 100%, на основу 9 рецензија, са просечном оценом 7,83 од 10. Метакритик агрегат за преглед даје сезони 75 од 100 поена на основу 4 прегледа, што указује на опште повољну реакцију на серију.

### Сезона 3
Ротен Томејтоуз даје сезони 78%, на основу 9 рецензија, са просечном оценом 6,33 од 10.

### Сезона 4
Ротен Томејтоуз даје сезони 83%, на основу 6 рецензија, са просечном оценом 8 од 10.

### Сезона 5
Ротен Томејтоуз даје сезони стопостотни резултат, на основу 6 рецензија, са просечном оценом 8,8 од 10.